# Simone Guarneri
Simone Guarneri (Asola, 22 giugno 1976) è un ex calciatore italiano, di ruolo centrocampista.

## Carriera
Ha esordito diciannovenne in Serie A il 23 dicembre 1995 nella partita Cremonese-Torino (1-1).
Ha poi giocato quattro campionati con i grigiorossi, due di Serie B e due di Serie C. La stagione 2000-01 l'ha divisa in due, giocando la prima parte in Sardegna con la Torres Sassari e la seconda parte all'Alzano, ha poi chiuso con due stagioni alla Pro Sesto.